# Парий, Дарья Михайловна
Дарья Михайловна Парий (1918, село Александровка — январь 2002) — советская партийная и государственная работница, первый секретарь Предгорненского райкома Компартии Казахстана, Восточно-Казахстанская область, Казахская ССР. Герой Социалистического Труда (1957). Депутат Верховного Совета Казахской ССР. Депутат 22 съезда КПСС.

## Биография
Родилась в 1918 году в крестьянской семье в селе Александровка. После окончания Семипалатинского педагогического училища работала сельской учительницей в одном из сёл Самарского района (в 1997 году упразднён). В 1938 году была назначена заведующей районным отделом образования. С 1941 года — второй секретарь Самарского райкома. После войны была избрана первым секретарём Предгорненского райкома Компартии Казахстана.
Будучи первым секретарём Предгорненского райкома, занималась организацией сельскохозяйственного производства в Предгорненском районе при освоении целинных и залежных земель. Указом Президиума Верховного Совета СССР от 11 января 1957 года за особо выдающиеся успехи, достигнутые в работе по освоению целинных и залежных земель, и получение высокого урожая удостоена звания Героя Социалистического Труда с вручением ордена Ленина и золотой медали «Серп и Молот».
С 1962 года — заместитель председателя Восточно-Казахстанского облисполкома. Избиралась депутатом Верховного Совета Казахской ССР.
Скончалась в 2001 году.

## Память
Её именем названа одна из улиц в селе Самарское.

## Награды
- Орден «Знак Почёта»
- Медаль «За трудовую доблесть» — дважды (11.01.1957; 25.12.1959)